# Ефимово (Московская область)
Ефи́мово — деревня в Московской области России. Входит в Павлово-Посадский городской округ. Население — 589 чел. (2010).

## География
Деревня Ефимово расположена в центральной части Павлово-Посадского района, примерно в 12 км к юго-востоку от города Павловский Посад. Высота над уровнем моря 130 м. Рядом с деревней протекает река Дрезна. К деревне приписано ГСК Ефимовский. Ближайший населённый пункт — деревня Теренино.

## История
В «Указателе селений и жителей уездов Московской губернии» за 1852 год, составленным К. М. Нистремом, в разделе «Богородский уезд» в числе селений уезда указано: «Ефимова, деревня 1-го стана, Госуд. Имущ., 51 душа м.п., 58 ж., 17 дворов, 83 версты от столицы, 37 от уездн. гор., при Коломенском тракте.»
В 1926 году деревня входила в Теренинский сельсовет Теренинской волости Орехово-Зуевского уезда Московской губернии.
С 1929 года — населённый пункт в составе Павлово-Посадского района Орехово-Зуевского округа Московской области, с 1930-го, в связи с упразднением округа, — в составе Павлово-Посадского района Московской области.
В 1994—2002 годах Ефимово было центром Теренинского сельского округа Павлово-Посадского района, а с 2002 и до муниципальной реформы 2006 года входило в состав Улитинского сельского округа.
В деревне имелась часовня XIX века, сломана в послереволюционные годы.
С 2004 до 2017 гг. деревня входила в Улитинское сельское поселение Павлово-Посадского муниципального района.

## Население
| 1852 | 1926 | 1984 | 2002 | 2006 | 2010 |
| ---- | ---- | ---- | ---- | ---- | ---- |
| 109  | ↗227 | ↗490 | ↗588 | ↘587 | ↗589 |

В 1926 году в деревне проживало 227 человек (104 мужчины, 123 женщины), насчитывалось 45 хозяйств, из которых 42 было крестьянских. По переписи 2002 года — 588 человек (263 мужчины, 325 женщин).